# Юриця Булят
Юриця Булят (хорв. Jurica Buljat, нар. 12 вересня 1986, Задар) — хорватський футболіст, захисник білоруського БАТЕ і, в минулому, національної збірної Хорватії.

## Клубна кар'єра
Народився 12 вересня 1986 року в місті Задар. Вихованець футбольної школи місцевого однойменного клубу . Дорослу футбольну кар'єру розпочав 2003 року в основній команді «Задара», в якій провів два сезони, взявши участь у 31 матчі чемпіонату.
Своєю грою за цю команду привернув увагу представників тренерського штабу сплітського «Хайдука», до складу якого приєднався 2005 року. Відіграв за команду зі Спліта наступні шість сезонів своєї ігрової кар'єри.
До складу хайфського «Маккабі» приєднався 2011 року. У своєму дебютному сезоні в Ізраїлі відіграв за цю команду 31 матч в національному чемпіонаті.
Навесні 2015 року підписав контракт із «Металістом». У Харкові провів лише 10 матчів у чемпіонаті і влітку того ж року залишив команду.
Протягом 2016—2017 років виступав в Узбекистані, спочатку за «Буньодкор», згодом у складі «Пахтакора».
Влітку 2017 року приєднався до складу білоруського БАТЕ.

## Виступи за збірні
2004 року дебютував у складі юнацької збірної Хорватії, взяв участь у 9 іграх на юнацькому рівні.
2006 року залучався до складу молодіжної збірної Хорватії. На молодіжному рівні зіграв у 3 офіційних матчах.
2010 року дебютував в офіційних матчах у складі національної збірної Хорватії. Наприкінці травня 2012 року гравця, що мав в активі лише дві гри за національну збірну, було включено до її заявки для участі у фінальній частині чемпіонату Європи 2012 року. На Євро на поле не виходив, після турніру до лав національної команди не залучався.

## Титули і досягнення
- Володар Кубка Хорватії (1):

«Хайдук»: 2009-10